# Fuat Avni
Fuat Avni bzw. fuatavni war die Eigenbezeichnung einer türkischen Gruppe, die über einen Account des Kurznachrichtendienstes Twitter, sowie mitunter auch über Facebook, geheime Interna aus der Parteiführung der Partei für Gerechtigkeit und Entwicklung (AKP) und dem direkten Umfeld des türkischen Staatspräsidenten Recep Tayyip Erdoğan preiszugeben behauptete. Die Veröffentlichungen unter diesem Namen begannen nach Bekanntwerden des Korruptionsskandal in der Türkei 2013. Der derzeitige Account @fuatavni_f hat trotz einer staatlich verhängten Zugangssperre mittlerweile 2,27 Mio. Follower und gilt in der Türkei als „Twitter-Phänomen“, dessen Tweets zeitnah von landesweiten Medien aufgegriffen und weitergegeben wurden. Die türkische Telekommunikationsbehörde hat den Account auf Antrag der Staatsanwaltschaft Ankara für türkische Internetnutzer blockiert. Türkische und internationale Beobachter wie z. B. Der Spiegel kommen zu der Einschätzung, dass es sich bei den von Fuat Avni verbreiteten Informationen nicht um Spekulationen, sondern um stichhaltiges Insiderwissen eines Whistleblowers handelt. Nach Meldungen türkischer Medien vom 20. Juli 2016 wurden die Personen, die den Twitter-Account Fuat Avni betrieben, festgenommen.

## Thematische Schwerpunkte
Fuat Avni behauptet Details aus vertraulichen Unterredungen der AKP-Parteispitze und dem türkischen Präsidialpalast zu veröffentlichen. Thematische Schwerpunkte sind der Korruptionsskandal in der Türkei 2013, angebliche Wahlmanipulationen der AKP, angebliche Repressionen gegen oppositionelle Kräfte vor entscheidenden Wahlen, die Entwicklung der Beziehungen zwischen der AKP und der Gülen-Bewegung, außenpolitische Einschätzungen von Partei- und Staatsspitze sowie angebliche verdeckte Operationen des türkischen Sicherheitsapparates und besonders des türkischen Geheimdienstes Millî İstihbarat Teşkilâtı (MİT) im In- und Ausland, die dem Land schadeten, der Partei und Erdoğan persönlich jedoch nützten.
Fuat Avni gab wiederholt Listen von zumeist journalistisch tätigen Regierungskritikern bekannt, denen eine Verhaftung in Kürze bevorstehe. Tatsächlich erfolgten die Verhaftungen zeitnah – oftmals aufgrund des Vorwurfes, die Journalisten hätten eine terroristische Vereinigung gebildet. Zudem sagte Fuat Avni die Verhaftung und Anklage von Polizisten und Staatsanwälten, die im Korruptionsskandal Ermittlungen gegen Funktionäre und Politiker der regierenden AKP aufgenommen hatten oder denen eine Nähe zur Gülen-Bewegung nachgesagt wurde, oft präzise voraus.

## Tonalität
Der Account-Inhaber schloss seine Ausführungen oft mit harten, drohenden und mitunter beleidigenden Worten gegenüber Präsident Erdoğan ab, den, nach Ansicht Fuat Avnis, nach Ende seiner Amtszeit umfangreiche Ermittlungen der Justiz erwarteten. Eine seiner häufigsten an Erdogan gerichteten Schlussphrasen lautete: „Korkma, titre“, was so viel bedeutet wie: „Fürchte dich nicht, zittere“. Erdoğan wurde vom Account-Inhaber so gut wie nie beim Namen genannt, sondern wurde im Laufe der Zeit als BB (Abkürzung von Başbakan, türkisch für Ministerpräsident), Tyrann, Basçalan („Oberdieb“, eine türkische Verballhornung des Titels Ministerpräsident) und Yezid (türkische Bezeichnung für Yazid I.) bezeichnet.
Fuat Avni richtete sich mit den Worten „Ihr schönen Menschen“ (türkisch: „güzel insanlar“) gelegentlich direkt an die türkische Bevölkerung und stellt dieser in Aussicht, dass schon bald „bessere Zeiten“ auf die Türkei warteten. Um seine Nähe zur Schaltzentrale der Macht, und somit zu Erdoğan zu unterstreichen bediente sich der Account häufig Formulierungen wie z. B. „Ich sehe deine Augen“ oder „Ich bin dir so nah wie dein Atem“.

## Selbstauskunft zu Motiven und Herangehensweisen
Die Istanbuler Büroleiterin des Magazins Vocativ, Elçin Poyrazlar, hat nach eigenen Angaben per Direktnachricht mit Fuat Avni korrespondiert und auf diesem Wege ein Interview geführt.
Auf die Frage nach seinen Motiven sagte er, dass er die Verfehlungen des damaligen Ministerpräsidenten Recep Tayyip Erdoğan und der ihn umgebenden Oligarchen aufdecken wolle. Er habe sich für Twitter entschieden, da Erdoğan im Zuge der Gezi-Proteste besonders über die Tweets der Protestierenden erzürnt gewesen sei. Er habe vor, fortzufahren, bis die Regierung kollabiere.
Hinter dem Account Fuat Avni stecke keine Gruppe, nur er allein. Er sei nicht auf externe Informationen angewiesen, da er seit Jahren in sensiblen Bereichen für die Regierungspartei AKP arbeite, und viele Informationen von alleine auf seinem Schreibtisch landeten. Nur er und Allah wüssten, wer Fuat Avni sei. Zudem komme es, ohne dessen Wissen über seine Aktivitäten als Fuat Avni, zu persönlichen Treffen mit Erdoğan. Er könne jedoch nicht preisgeben, wie oft.
Auf die Frage, ob er Verbindungen zu Fethullah Gülen habe, antwortete er, dass er deren Aktivitäten seit Jahren verfolge und zum großen Teil gutheiße. Darüber hinaus gäbe es keinerlei Verbindungen.
Er betreibe seinen Twitter-Account mit einem „supersicheren System“, weswegen es zwar Attacken auf seinen Account gegeben habe, man ihn jedoch trotz umfangreicher Bestrebungen türkischer Sicherheitsbehörden weder löschen noch identifizieren könne.

## Bedeutung des Nutzernamens „Fuat Avni“
In dem von Elçin Poyrazlar geführten Interview mit dem Magazin Vocativ behauptet Fuat Avni, vor seiner Zeit als Fuat Avni andere Namen verwendet zu haben. Er habe sich schließlich für den Namen Fuat Avni entschieden, da dieser „Helfendes Herz“ bedeute und er die Bedeutung als passend erachte.

## Kritik an der Vorgehensweise Fuat Avnis
Ahmet Hakan, ein einflussreicher Kolumnist der Zeitung Hürriyet, der als exponierter und harter Kritiker der AKP-Regierung gilt, hat sich im Dezember 2014 kritisch über Fuat Avni geäußert. Dieser habe „ein, zwei Mal“ richtig gelegen, doch solle man nicht so tun als ob es sich bei dessen Behauptungen um gesichertes Wissen handele. Auch Fuat Avni neige zu haltlosen Übertreibungen.
Özlem Çerçioğlu, Bürgermeisterin von Aydın und Mitglied der oppositionellen Republikanischen Volkspartei (Cumhuriyet Halk Partisi, CHP), hat nach eigenen Angaben im September 2014 Strafanzeige gegen den oder die Betreiber des Accounts von Fuat Avni gestellt. Dort wurde behauptet, dass Erdoğan sie mit Informationen über ihr angeblich korruptes Verhalten erpresst und zum Übertritt zur AKP gezwungen haben soll. Daraufhin sprach sie von einer Cyber-Schmutzkampagne.
Präsident Erdoğan reagierte im Februar 2015 während einer Veranstaltung in Malatya zum ersten Mal öffentlich auf die Aktivitäten Fuat Avnis. Dabei kritisierte er, dass Fuat Avni, ohne dessen Namen zu nennen, aus dem Verborgenen heraus operiere ohne Rechenschaft ablegen zu müssen und sagte: „Komm ´raus wenn du ein Mann bist. Warum bleibst du im Verborgenen?“

## Spekulationen über die wahre Identität Fuat Avnis
Medien vermuteten hinter dem Account eine Person oder Gruppe, die sich im direkten Umfeld des Staatspräsidenten Recep Tayyip Erdoğan befindet, die jedoch auch Verbindungen zur unter politischem Druck stehenden Gülen-Bewegung unterhält. Besonders regierungsfreundlich gesinnte türkische Medien taten sich wiederholt mit Schlagzeilen hervor, wonach Fuat Avni enttarnt sei. Dabei verwiesen sie häufig auf oppositionell gesinnte Journalisten sowie ehemalige Polizei- und Justizbeamte. Ein Beleg für diese Behauptungen konnte damals nicht erbracht werden. Nichtsdestotrotz behaupteten die regierungsfreundlichen Zeitungen Sabah und Takvim, dass hinter dem Account Emre Uslu stecke, ein ehemaliger Ermittler und Kolumnist der oppositionell gestimmten Zeitung Taraf, was dieser jedoch umgehend als haltlose Anschuldigung bezeichnete und zurückwies.
Hüseyin Gülerce, ein Kolumnist der regierungsnahen Zeitung Star, behauptete, dass Fuat Avni Teil eines von der Gülen-Bewegung in Verbindung mit der Central Intelligence Agency erdachten Plans sei, mit dem die AKP diskreditiert und ihr Wahlsieg verhindert werden solle.

## Staatliche Ermittlungen
Das 5. Istanbuler Friedensgericht (5. Sulh Ceza Hakimliği) hat den Twitter-Account Fuat Avnis der haltlosen Anschuldigung, Beleidigung, Beeinflussung der Justiz und des schädlichen Missbrauchs der Internetfreiheit für schuldig befunden und veranlasste die Sperrung des Zugangs für türkische Nutzer. Der türkische Geheimdienst MİT ermittelte nach Medienberichten ebenfalls gegen die Verantwortlichen.
Die türkische Regierung hat bei Twitter mehrfach die Löschung und Offenlegung der Verbindungsdetails des Accountinhabers beantragt. Diese Anliegen wurden von Twitter jedoch mit Hinweis auf die Meinungsfreiheit abgelehnt. Twitter kündigte zudem an, gegen die Sperre des Nutzers juristische Mittel einzulegen, da das für die Sperre ursächliche Gerichtsurteil dem verfassungsmäßigen Recht auf freie Meinungsäußerung widerspreche.

## Festnahme
Türkische Medien meldeten am 20. Juli 2016, dass mehrere Personen, die mit dem  Twitter-Account in Verbindung stehen, am Vortag festgenommen worden sind. Der Umstand, dass der letzte Tweet von @fuatavni_f einen Tag nach den Festnahmen (am 20. Juli 2016) veröffentlicht wurde, bestätigt dies. Laut der Anadolu Ajansı soll Mustafa "Akif" Koçyiğit, damals Berater von Recep Tayyip Erdoğan, der FETÖ Insider Information zugeflussen und so als primäre Informationsquelle von Fuat Avni gedient haben. Für Mustafa Koçyiğit hat die Staatsanwaltschaft für "Spionage" und "Mitgliedschaft in einer bewaffneten Terrororganisation" 42 Jahre und 6 Monate Haft gefordert.

## Von Fuat Avni genutzte Accounts
Aufgrund der von türkischen Gerichten und Behörden verhängten Zugangssperren wechselte Fuat Avni oft seine Accounts. Fuat Avni nutzte nach Angaben der Journalistin Nazlı Ilıcak bis zu dessen Blockade am 5. August 2014 den Account @fuatavni, bis zum 21. Januar 2015 den Account @fuatavnifuat und ab dem 21. Januar 2015 bis zum 20. Juli 2016 den Account @fuatavni_f.
Mittlerweile existieren diverse Fake-Accounts, die sich des Namens Fuat Avni bedienen, um dessen Aktivitäten entweder zu parodieren oder zu diskreditieren. Zudem existiert mit @FuatAvniEng ein Account, der die Tweets Fuat Avnis auf Englisch verfügbar macht, dies jedoch nicht in der gleichen Frequenz wie der Original-Account.